# Cladochaeta nebulosa
Cladochaeta nebulosa är en tvåvingeart som beskrevs av Daniel William Coquillett 1900. Cladochaeta nebulosa ingår i släktet Cladochaeta och familjen daggflugor.

## Utbredning
Artens kända utbredningsområde är Puerto Rico och södra Mexiko.